# Llista de rellotges de sol del Vallès Oriental - vessant prelitoral
Llista de rellotges de sol instal·lats de forma permanent en espais públics de la part del vessant de la Serralada Prelitoral de la comarca del Vallès Oriental.

## L'Ametlla del Vallès
| Nom                                                                  | Descripció                                                                                                | Localització                                                                 | Coordenades                                            | Fitxa | Imatge                                                                 |
| -------------------------------------------------------------------- | --- | ---------------------------------------------------------------------------- | ------------------------------------------------------ | ----- | ---------------------------------------------------------------------- |
| Carrer Àngel Guimerà, 1                                              | | L'Ametlla del Vallès C. Àngel Guimerà, 1                                     |                                                        | fitxa | Carregueu una nova foto                                                |
| Carrer Granollers, 8                                                 | Inscripció: Per els senders del cel el sol sempre camina i per l'ombra del gnòmon ens diu l'hora cada dia | L'Ametlla del Vallès Façana del carrer Pinetons                              | 41° 39′ 59″ N, 2° 16′ 09″ E / 41.666389°N,2.269167°E   | fitxa | Carregueu una nova foto                                                |
| Carrer Major, 40                                                     | Inscripció: 1956 / Recorda't de viure                                                                     | L'Ametlla del Vallès C. Major, 40                                            |                                                        | fitxa | Carregueu una nova foto                                                |
| Can Diví                                                             | Inscripció: Visc de la llum, moro a les tenebres                                                          | L'Ametlla del Vallès Av. Onze de Setembre - c. Llimoner                      |                                                        | fitxa | Can Diví (l'Ametlla del Vallès) · Carregueu una nova foto              |
| Can Solé                                                             | | L'Ametlla del Vallès Autovia C-17, km 25,5                                   |                                                        | fitxa | Carregueu una nova foto                                                |
| Carretera de la Garriga                                              | | L'Ametlla del Vallès Davant del carrer Pinetons                              | 41° 40′ 00″ N, 2° 15′ 59″ E / 41.666667°N,2.266389°E   | fitxa | Carregueu una nova foto                                                |
| Passeig, 24                                                          | | L'Ametlla del Vallès Passeig, 24                                             |                                                        | fitxa | Carregueu una nova foto                                                |
| Can Bachs                                                            | | L'Ametlla del Vallès Pl. Vella, 1                                            | 41° 40′ 24″ N, 2° 15′ 33″ E / 41.673414°N,2.259145°E   | fitxa | Carregueu una nova foto                                                |
| Ajuntament                                                           | | L'Ametlla del Vallès                                                         |                                                        | fitxa | Carregueu una nova foto                                                |
| Baixada Roca, 3                                                      | Inscripció: Què mires mussol! Sóc un rellotge de sol / 1993                                               | L'Ametlla del Vallès Baixada Roca, 3                                         |                                                        | fitxa | Carregueu una nova foto                                                |
| Carrer Major, 38                                                     | Inscripció: Vil·la Lluisa / Any 1956 / Pau en aquesta llar                                                | L'Ametlla del Vallès C. Major, 38                                            |                                                        | fitxa | Carregueu una nova foto                                                |
| Carrer Mossèn Jacint Verdaguer, 15                                   | | L'Ametlla del Vallès C. Mn. Jacint Verdaguer, 15                             |                                                        | fitxa | Carregueu una nova foto                                                |
| Carrer Sant Pere, 2 - vertical                                       | Inscripció: Si fa sol (en notes musicals)                                                                 | L'Ametlla del Vallès C. Sant Pere, 2                                         | 41° 39′ 54″ N, 2° 15′ 43″ E / 41.665°N,2.262°E         | fitxa | Carregueu una nova foto                                                |
| Carrer Sant Pere, 2 - horitzontal                                    | Inscripció: Die Strahlen der Sonne vertrelben die Nacht                                                   | L'Ametlla del Vallès C. Sant Pere, 2                                         | 41° 39′ 54″ N, 2° 15′ 43″ E / 41.665°N,2.262°E         | fitxa | Carregueu una nova foto                                                |
| Carrer Sant Nicolau, 2                                               | | L'Ametlla del Vallès C. St. Nicolau, 2, façana sud-est                       | 41° 40′ 27″ N, 2° 15′ 36″ E / 41.674166°N,2.26°E       | fitxa | Carregueu una nova foto                                                |
| Can Moret                                                            | | L'Ametlla del Vallès Ctra. a St. Feliu de Codines, km 27,5                   |                                                        | fitxa | Carregueu una nova foto                                                |
| Can Plantada                                                         | Dos rellotges de varetes de ferro                                                                         | L'Ametlla del Vallès Passatge Can Camp, continuació c. Camí de Santa Eulàlia | 41° 39′ 06″ N, 2° 14′ 58″ E / 41.651742°N,2.249412°E   | fitxa | Carregueu una nova foto                                                |
| Ca n'Antoja                                                          | | L'Ametlla del Vallès C. Mestre Pompeu Fabra, 25                              | 41° 40′ 00″ N, 2° 15′ 45″ E / 41.666572°N,2.262503°E   | fitxa | Carregueu una nova foto                                                |
| Carretera de Sant Feliu de Codines, 48                               | Inscripció: L'hora que veus és l'hora que vius                                                            | L'Ametlla del Vallès Ctra. de St. Feliu de Codines, 48                       | 41° 39′ 56″ N, 2° 15′ 31″ E / 41.6656°N,2.25862°E      | fitxa | Carregueu una nova foto                                                |
| Carretera de Sant Feliu de Codines, 50                               | | L'Ametlla del Vallès Ctra. de St. Feliu de Codines, 50                       | 41° 39′ 56″ N, 2° 15′ 31″ E / 41.66559°N,2.25855°E     | fitxa | Carregueu una nova foto                                                |
| Finca particular als afores                                          | Inscripció: Carpe diem                                                                                    | L'Ametlla del Vallès                                                         |                                                        | fitxa | Carregueu una nova foto                                                |
| Can Xammar de Baix, Residència Francesca Roig, Casal de la Visitació | Restes de dos rellotges                                                                                   | L'Ametlla del Vallès C. Mare de Déu de Puig-graciós, 4                       | 41° 40′ 27″ N, 2° 15′ 36″ E / 41.674167°N,2.260000°E   | fitxa | Carregueu una nova foto                                                |
| Can Moret de Baix o Mas Ventós                                       | | L'Ametlla del Vallès Ctra. de Sant Feliu de Codines, km 27                   |                                                        | fitxa | Carregueu una nova foto                                                |
| Can Fàbregas del Bosc                                                | | L'Ametlla del Vallès                                                         | 41° 39′ 59″ N, 2° 14′ 05″ E / 41.6664721°N,2.2347081°E |       | Can Fàbregas del Bosc (l'Ametlla del Vallès) · Carregueu una nova foto |

## Bigues i Riells
| Nom                                | Descripció                                             | Localització                                                                      | Coordenades                                          | Fitxa | Imatge                                                                       |
| ---------------------------------- | ------------------------------------------------------ | --------------------------------------------------------------------------------- | ---------------------------------------------------- | ----- | ---------------------------------------------------------------------------- |
| Can Coromines                      |                                                        | Bigues i Riells Ctra. BP-1432 km 25,400. Bigues                                   | 41° 40′ 11″ N, 2° 13′ 07″ E / 41.669683°N,2.218483°E | fitxa | Carregueu una nova foto                                                      |
| Can Ribes                          | Inscripció: Tarde venientibus ossa                     | Bigues i Riells Bigues                                                            | 41° 39′ 52″ N, 2° 11′ 51″ E / 41.664450°N,2.197600°E | fitxa | Carregueu una nova foto                                                      |
| Can Traver, restaurant             | Inscripció: Anno MCMXCVIII / Transit Hora Manent Opera | Bigues i Riells Camí de Can Traver. Bigues                                        | 41° 40′ 19″ N, 2° 12′ 19″ E / 41.671967°N,2.205250°E | fitxa | Carregueu una nova foto                                                      |
| Can Viver                          | Inscripció: Can Viver / 1826                           | Bigues i Riells Bigues                                                            | 41° 40′ 02″ N, 2° 11′ 36″ E / 41.667283°N,2.193333°E | fitxa | Carregueu una nova foto                                                      |
| Avinguda de Catalunya, 30          | Rajola                                                 | Bigues i Riells Ctra. a St. Pere de Bigues BV-1484 (Av. de Catalunya), 30. Bigues |                                                      | fitxa | Carregueu una nova foto                                                      |
| Restaurant El Celler de Can Barri  | Inscripció: És hora de ser feliç                       | Bigues i Riells Av. Prat de la Riba (ctra. BP-1432 de Riells, km 26). Bigues      | 41° 40′ 09″ N, 2° 13′ 34″ E / 41.66909°N,2.226208°E  | fitxa | Carregueu una nova foto                                                      |
| Rotonda de Can Traver              |                                                        | Bigues i Riells Camí de Can Traver. Bigues                                        | 41° 40′ 17″ N, 2° 12′ 29″ E / 41.671500°N,2.208083°E | fitxa | Carregueu una nova foto                                                      |
| Església de Sant Vicenç de Riells  |                                                        | Bigues i Riells Riells del Fai                                                    | 41° 41′ 56″ N, 2° 11′ 54″ E / 41.698783°N,2.198433°E | fitxa | Carregueu una nova foto                                                      |
| Mas la Madella, casa auxiliar - I  |                                                        | Bigues i Riells Riells del Fai                                                    | 41° 42′ 19″ N, 2° 11′ 27″ E / 41.705333°N,2.190783°E | fitxa | Carregueu una nova foto                                                      |
| Mas la Madella, casa auxiliar - II |                                                        | Bigues i Riells Riells del Fai                                                    | 41° 42′ 19″ N, 2° 11′ 27″ E / 41.705333°N,2.190783°E | fitxa | Carregueu una nova foto                                                      |
| Mas la Madella                     |                                                        | Bigues i Riells Riells del Fai                                                    | 41° 42′ 19″ N, 2° 11′ 27″ E / 41.705333°N,2.190783°E | fitxa | Mas la Madella (Bigues i Riells) · Vegeu més fotos · Carregueu una nova foto |
| Mas la Pineda                      |                                                        | Bigues i Riells Riells del Fai                                                    | 41° 42′ 06″ N, 2° 11′ 32″ E / 41.701700°N,2.192200°E | fitxa | Carregueu una nova foto                                                      |

## Caldes de Montbui
| Nom                               | Descripció                                                                     | Localització                                                                        | Coordenades                                          | Fitxa | Imatge                  |
| --------------------------------- | ------------------------------------------------------------------------------ | ----------------------------------------------------------------------------------- | ---------------------------------------------------- | ----- | ----------------------- |
| Ermita del Remei, façana sud-est  | Inscripció: Jo si no tinc sol, tu si no tens fe, es que valem res?             | Caldes de Montbui                                                                   | 41° 38′ 29″ N, 2° 09′ 45″ E / 41.641467°N,2.162567°E | fitxa | Carregueu una nova foto |
| Ermita del Remei, façana sud-oest | Inscripció: Hora dolça, pelegrí, de la joia amb la Mare!                       | Caldes de Montbui                                                                   | 41° 38′ 29″ N, 2° 09′ 45″ E / 41.641433°N,2.162383°E | fitxa | Carregueu una nova foto |
| Església de Santa Maria de Caldes | Inscripció: Fugit Tempus                                                       | Caldes de Montbui Pl. de l'Església, 12                                             | 41° 37′ 56″ N, 2° 09′ 44″ E / 41.632283°N,2.162217°E | fitxa | Carregueu una nova foto |
| Torre Fabregat-Coll               | Ceràmica                                                                       | Caldes de Montbui Pg. del Remei, 42                                                 |                                                      | fitxa | Carregueu una nova foto |
| Carrer de Barcelona, 36           | Inscripció: No badis i ves per feina                                           | Caldes de Montbui C. de Barcelona, 36                                               | 41° 37′ 59″ N, 2° 09′ 43″ E / 41.633017°N,2.162050°E | fitxa | Carregueu una nova foto |
| Ca l'Alzina                       |                                                                                | Caldes de Montbui C. Sta Margarida. Serrat de Dalt. Sant Sebastià de Montmajor      | 41° 39′ 52″ N, 2° 07′ 07″ E / 41.664567°N,2.118633°E | fitxa | Carregueu una nova foto |
| Casa Museu Delger                 | Inscripció: Passen... passen les hores i no tornen més                         | Caldes de Montbui                                                                   |                                                      | fitxa | Carregueu una nova foto |
| Masia el Farell, antic restaurant | Inscripció: El Farrell / 1067-1967 / Déu envia la claror i jo faig d'apuntador | Caldes de Montbui Pg. de les Flors, 27. Urb. el Farell                              |                                                      | fitxa | Carregueu una nova foto |
| Bar-Restaurant La Rectoria        |                                                                                | Caldes de Montbui C. Santa Margarida, 3. Serrat de Dalt. Sant Sebastià de Montmajor | 41° 39′ 52″ N, 2° 07′ 07″ E / 41.664383°N,2.118683°E | fitxa | Carregueu una nova foto |
| Can Prat                          |                                                                                | Caldes de Montbui Serrat de Baix. Sant Sebastià de Montmajor                        | 41° 39′ 55″ N, 2° 06′ 52″ E / 41.665300°N,2.114317°E | fitxa | Carregueu una nova foto |
| Can Targa                         |                                                                                | Caldes de Montbui Serrat del Mig. Sant Sebastià de Montmajor                        | 41° 39′ 51″ N, 2° 07′ 01″ E / 41.664217°N,2.117067°E | fitxa | Carregueu una nova foto |

## Figaró-Montmany
| Nom                      | Descripció                  | Localització                                                               | Coordenades                                          | Fitxa | Imatge                                                             |
| ------------------------ | --------------------------- | -------------------------------------------------------------------------- | ---------------------------------------------------- | ----- | ------------------------------------------------------------------ |
| Can Boget                | Inscripció: Nihil sine sole | Figaró-Montmany Barri de Faramelles                                        | 41° 42′ 08″ N, 2° 15′ 21″ E / 41.702281°N,2.255804°E | fitxa | Carregueu una nova foto                                            |
| Carrer Ramon Mestre, 1   |                             | Figaró-Montmany C. Ramon Mestre, 1. El Figaró                              | 41° 43′ 23″ N, 2° 16′ 19″ E / 41.723174°N,2.271897°E | fitxa | Carrer Ramon Mestre, 1 (Figaró-Montmany) · Carregueu una nova foto |
| Can Plans                |                             | Figaró-Montmany El Figaró                                                  | 41° 43′ 03″ N, 2° 17′ 10″ E / 41.717638°N,2.286185°E | fitxa | Can Plans (Figaró-Montmany) · Carregueu una nova foto              |
| Can Puig de Vallcàrquera |                             | Figaró-Montmany El Figaró                                                  | 41° 43′ 39″ N, 2° 17′ 51″ E / 41.727541°N,2.297595°E | fitxa | Carregueu una nova foto                                            |
| Can Vallcorba            |                             | Figaró-Montmany C. Vic, 1. El Figaró                                       | 41° 43′ 19″ N, 2° 16′ 24″ E / 41.721914°N,2.273373°E | fitxa | Can Vallcorba (Figaró-Montmany) · Carregueu una nova foto          |
| Vall-de-roses            | Ceràmica                    | Figaró-Montmany Prop de l'ermita de Sant Pere de Vallcàrquera. El Figaró   | 41° 43′ 34″ N, 2° 17′ 16″ E / 41.726079°N,2.287885°E | fitxa | Carregueu una nova foto                                            |
| Can Xicola               |                             | Figaró-Montmany Davant de l'ermita de Sant Pere de Vallcàrquera. El Figaró | 41° 43′ 33″ N, 2° 17′ 19″ E / 41.725763°N,2.288709°E | fitxa | Carregueu una nova foto                                            |
| Cal Pèl-roig             |                             | Figaró-Montmany Montmany                                                   | 41° 43′ 04″ N, 2° 14′ 49″ E / 41.717860°N,2.246971°E | fitxa | Carregueu una nova foto                                            |

## La Garriga
| Nom                             | Descripció                           | Localització                                               | Coordenades                                          | Fitxa | Imatge                                                                       |
| ------------------------------- | ------------------------------------ | ---------------------------------------------------------- | ---------------------------------------------------- | ----- | ---------------------------------------------------------------------------- |
| Can Bosquets                    | Restes de dos rellotges              | La Garriga                                                 | 41° 40′ 29″ N, 2° 16′ 08″ E / 41.674785°N,2.268927°E | fitxa | Can Bosquets (la Garriga) · Vegeu més fotos · Carregueu una nova foto        |
| Can Nualard                     |                                      | La Garriga El Passeig, 10, accés per c. Guifré, 4          | 41° 40′ 31″ N, 2° 17′ 15″ E / 41.675378°N,2.287638°E | fitxa | Can Nualard (la Garriga) · Vegeu més fotos · Carregueu una nova foto         |
| Ca n'Oliveró                    |                                      | La Garriga Darrere la fàbrica SATI                         | 41° 41′ 55″ N, 2° 17′ 21″ E / 41.698483°N,2.289134°E | fitxa | Ca n'Oliveró (la Garriga) · Vegeu més fotos · Carregueu una nova foto        |
| Can Palou                       | Inscripció: MCMLVIII                 | La Garriga Ctra. C-17 km 31,5 sota el pont del tren        | 41° 42′ 14″ N, 2° 17′ 01″ E / 41.703924°N,2.283710°E | fitxa | Carregueu una nova foto                                                      |
| Torre Sant Josep                |                                      | La Garriga Ctra. de l'Ametlla, 11                          | 41° 40′ 51″ N, 2° 17′ 06″ E / 41.680916°N,2.285028°E | fitxa | Carregueu una nova foto                                                      |
| Casa del vigilant del cementiri |                                      | La Garriga Església de la Doma                             | 41° 41′ 11″ N, 2° 16′ 41″ E / 41.686351°N,2.278118°E | fitxa | Carregueu una nova foto                                                      |
| Casa Mercè Pascual              |                                      | La Garriga Pg. dels Til·lers, 24 - c. Samalús - c. Castell | 41° 41′ 05″ N, 2° 17′ 17″ E / 41.684805°N,2.287975°E | fitxa | Casa Mercè Pascual (la Garriga) · Vegeu més fotos · Carregueu una nova foto  |
| Carretera Nova, 25              | Inscripció: 1957                     | La Garriga Ctra. Nova, 25 (antiga ctra. de Ribes)          | 41° 41′ 07″ N, 2° 17′ 01″ E / 41.685409°N,2.283473°E | fitxa | Carregueu una nova foto                                                      |
| El Passeig, 66                  |                                      | La Garriga El Passeig, 66                                  | 41° 40′ 38″ N, 2° 17′ 19″ E / 41.677184°N,2.288519°E | fitxa | Carregueu una nova foto                                                      |
| Església de la Doma             | Pintat amb sang de brau, 1699        | La Garriga                                                 | 41° 41′ 10″ N, 2° 16′ 41″ E / 41.686152°N,2.277941°E | fitxa | Església de la Doma (la Garriga) · Vegeu més fotos · Carregueu una nova foto |
| Casa Barbey, Illa Raspall       |                                      | La Garriga C. M. Raspall (façana del c. Caselles)          | 41° 40′ 59″ N, 2° 17′ 13″ E / 41.683186°N,2.287081°E | fitxa | Casa Barbey (la Garriga) · Vegeu més fotos · Carregueu una nova foto         |
| Can Terrers, Tarrés o Terrés    | Inscripció: Tempus fugit / 1816-1987 | La Garriga Ctra. Ribes N-152a - av. J. Verdaguer           | 41° 40′ 18″ N, 2° 17′ 12″ E / 41.671599°N,2.286569°E | fitxa | Carregueu una nova foto                                                      |

## Lliçà d'Amunt
| Nom                          | Descripció                                                                 | Localització                                               | Coordenades                                          | Fitxa | Imatge                                                                 |
| ---------------------------- | -------------------------------------------------------------------------- | ---------------------------------------------------------- | ---------------------------------------------------- | ----- | ---------------------------------------------------------------------- |
| Carrer de Francesc Macià, 13 |                                                                            | Lliçà d'Amunt C. de Francesc Macià, 13                     | 41° 36′ 24″ N, 2° 14′ 18″ E / 41.606700°N,2.238367°E | fitxa | Carregueu una nova foto                                                |
| Carrer de Mossèn Blancafort  |                                                                            | Lliçà d'Amunt C. de Mossèn Blancafort, barri de la Sagrera | 41° 36′ 40″ N, 2° 14′ 15″ E / 41.611050°N,2.237550°E | fitxa | Carregueu una nova foto                                                |
| Can Puig                     | Inscripció: M.M. 1943                                                      | Lliçà d'Amunt Davant de l'església                         |                                                      | fitxa | Carregueu una nova foto                                                |
| Can Quimet Gall              |                                                                            | Lliçà d'Amunt Barriada Can Xicota                          |                                                      | fitxa | Carregueu una nova foto                                                |
| Can Salgot                   |                                                                            | Lliçà d'Amunt Pg. de Can Salgot, 19-33                     | 41° 35′ 29″ N, 2° 12′ 31″ E / 41.591450°N,2.208700°E | fitxa | Can Salgot (Lliçà d'Amunt) · Vegeu més fotos · Carregueu una nova foto |
| Casa de pagès                |                                                                            | Lliçà d'Amunt Cuartel de Oriente, 1                        |                                                      | fitxa | Carregueu una nova foto                                                |
| Can Lladó                    |                                                                            | Lliçà d'Amunt Ctra. Sabadell-Granollers km 10              |                                                      | fitxa | Carregueu una nova foto                                                |
| Carrer Xicota, 23            | Inscripció: De cara al migdia compto les hores de sol cada dia / Any MCMXC | Lliçà d'Amunt C. Xicota, 23                                | 41° 36′ 44″ N, 2° 15′ 04″ E / 41.612233°N,2.251033°E | fitxa | Carregueu una nova foto                                                |
| Masia Can Riereta            |                                                                            | Lliçà d'Amunt Raval d'en Xicota                            | 41° 36′ 38″ N, 2° 15′ 21″ E / 41.610517°N,2.255733°E | fitxa | Carregueu una nova foto                                                |

## Lliçà de Vall
| Nom                                  | Descripció                                                                        | Localització                                         | Coordenades                                          | Fitxa | Imatge                                                                |
| ------------------------------------ | --------------------------------------------------------------------------------- | ---------------------------------------------------- | ---------------------------------------------------- | ----- | --------------------------------------------------------------------- |
| Carrer Balmes, 10                    | Inscripció: Any 1930 / Que goitas musol no veus que es un rellotg de sol          | Lliçà de Vall C. Balmes, 10                          |                                                      | fitxa | Carregueu una nova foto                                               |
| Carrer Panoràmica, 52                |                                                                                   | Lliçà de Vall C. Panoràmica, 52. Urb. Sot del Nostri |                                                      | fitxa | Carregueu una nova foto                                               |
| Ca n'Amadeu                          | Inscripció: A P / 1936                                                            | Lliçà de Vall C. Balmes, 3 - c. Girona               |                                                      | fitxa | Carregueu una nova foto                                               |
| Can Canyet                           | Inscripció: Ay 1947 / Mentras yo bax sayalan la teba bida as ba acaban            | Lliçà de Vall C. Balmes, 1                           | 41° 35′ 17″ N, 2° 14′ 26″ E / 41.588172°N,2.240443°E | fitxa | Carregueu una nova foto                                               |
| Can Filosa                           | Inscripció: 1899/1997                                                             | Lliçà de Vall C. Girona, 8                           |                                                      | fitxa | Carregueu una nova foto                                               |
| Can Coll, torre de guaita i campanar |                                                                                   | Lliçà de Vall Ctra. C-155 km 13,5                    | 41° 35′ 05″ N, 2° 14′ 23″ E / 41.584800°N,2.239767°E | fitxa | Carregueu una nova foto                                               |
| Can Nadal                            |                                                                                   | Lliçà de Vall Pla de Lliçà                           | 41° 35′ 24″ N, 2° 14′ 59″ E / 41.589967°N,2.249783°E | fitxa | Can Nadal (Lliçà de Vall) · Vegeu més fotos · Carregueu una nova foto |
| La Bellaplana, Can Bella Plana       |                                                                                   | Lliçà de Vall Pla de Lliçà                           | 41° 35′ 42″ N, 2° 14′ 48″ E / 41.595017°N,2.246533°E | fitxa | Carregueu una nova foto                                               |
| Església de Sant Cristòfol           | Inscripció: Oblida el passat, viu el present, confia en el futur, lloa sempre Deu | Lliçà de Vall Pg. de l'Església                      | 41° 35′ 35″ N, 2° 13′ 51″ E / 41.593100°N,2.230917°E | fitxa | Carregueu una nova foto                                               |
| Les Torres                           |                                                                                   | Lliçà de Vall Pla de Lliçà                           | 41° 35′ 33″ N, 2° 15′ 12″ E / 41.592450°N,2.253317°E | fitxa | Carregueu una nova foto                                               |

## Sant Feliu de Codines
| Nom                  | Descripció            | Localització                                          | Coordenades                                          | Fitxa | Imatge                                                                            |
| -------------------- | --------------------- | ----------------------------------------------------- | ---------------------------------------------------- | ----- | --------------------------------------------------------------------------------- |
| Mas el Villar        |                       | Sant Feliu de Codines Ctra. a Bigues BP-1432, km 18,5 | 41° 40′ 54″ N, 2° 10′ 12″ E / 41.681579°N,2.169918°E | fitxa | Carregueu una nova foto                                                           |
| Ajuntament           | Dos rellotges bessons | Sant Feliu de Codines Pl. Josep Umbert Ventura, 2     |                                                      | fitxa | Carregueu una nova foto                                                           |
| Cal Sant Pare        |                       | Sant Feliu de Codines C. Llevant, 6                   | 41° 41′ 16″ N, 2° 09′ 40″ E / 41.687776°N,2.161013°E | fitxa | Cal Sant Pare (Sant Feliu de Codines) · Vegeu més fotos · Carregueu una nova foto |
| Carrer Barcelona, 40 |                       | Sant Feliu de Codines C. Barcelona, 40                | 41° 41′ 01″ N, 2° 09′ 46″ E / 41.683669°N,2.162837°E | fitxa | Carregueu una nova foto                                                           |

## Santa Eulàlia de Ronçana
| Nom                                          | Descripció                                                      | Localització                                                            | Coordenades                                          | Fitxa | Imatge                                                                                          |
| -------------------------------------------- | --------------------------------------------------------------- | ----------------------------------------------------------------------- | ---------------------------------------------------- | ----- | ----------------------------------------------------------------------------------------------- |
| Carrer de la Sagrera                         |                                                                 | Santa Eulàlia de Ronçana C. de la Sagrera                               | 41° 39′ 20″ N, 2° 13′ 30″ E / 41.655483°N,2.225133°E | fitxa | Carregueu una nova foto                                                                         |
| Camí del Gual, 48                            |                                                                 | Santa Eulàlia de Ronçana Camí del Gual, 48                              | 41° 38′ 18″ N, 2° 14′ 14″ E / 41.638233°N,2.237150°E | fitxa | Carregueu una nova foto                                                                         |
| Can Barbany                                  | Inscripció: Can Barbany 1414                                    | Santa Eulàlia de Ronçana Crta. de Barcelona, 144                        | 41° 38′ 18″ N, 2° 14′ 14″ E / 41.638283°N,2.237150°E | fitxa | Carregueu una nova foto                                                                         |
| Can Bruno                                    |                                                                 | Santa Eulàlia de Ronçana Barri del Rieral                               | 41° 38′ 18″ N, 2° 14′ 16″ E / 41.638283°N,2.237733°E | fitxa | Carregueu una nova foto                                                                         |
| Can Brustenga                                |                                                                 | Santa Eulàlia de Ronçana C. Mare de Déu de Montserrat                   | 41° 38′ 36″ N, 2° 13′ 49″ E / 41.643217°N,2.230150°E | fitxa | Carregueu una nova foto                                                                         |
| Can Casas                                    | Inscripció: Vigila, perquè no saps ni el dia ni l'hora          | Santa Eulàlia de Ronçana C. Aneto, 1                                    | 41° 39′ 20″ N, 2° 13′ 34″ E / 41.655417°N,2.226167°E | fitxa | Carregueu una nova foto                                                                         |
| Can Pou                                      |                                                                 | Santa Eulàlia de Ronçana Barri del Rieral                               | 41° 38′ 07″ N, 2° 14′ 22″ E / 41.635167°N,2.239350°E | fitxa | Carregueu una nova foto                                                                         |
| Can Sabater, masia-restaurant                |                                                                 | Santa Eulàlia de Ronçana C. Fonteta, 3                                  | 41° 37′ 59″ N, 2° 14′ 31″ E / 41.633017°N,2.242083°E | fitxa | Carregueu una nova foto                                                                         |
| La Bastida Nova                              | Inscripció: Jo sense sol i tu sense salut tot és perdut         | Santa Eulàlia de Ronçana Camí del Gual, 100                             | 41° 38′ 15″ N, 2° 13′ 59″ E / 41.637550°N,2.233117°E | fitxa | Carregueu una nova foto                                                                         |
| Ca l'Espardenyer                             |                                                                 | Santa Eulàlia de Ronçana C. de la Sagrera, 34                           | 41° 39′ 18″ N, 2° 13′ 32″ E / 41.655050°N,2.225433°E | fitxa | Ca l'Espardenyer (Santa Eulàlia de Ronçana) · Vegeu més fotos · Carregueu una nova foto         |
| Ca l'Unyó                                    | Inscripció: J 1942 U                                            | Santa Eulàlia de Ronçana Ctra. de Parets a Bigues                       | 41° 39′ 49″ N, 2° 13′ 44″ E / 41.663567°N,2.228967°E | fitxa | Carregueu una nova foto                                                                         |
| Can Burguès, casa d'agroturisme              |                                                                 | Santa Eulàlia de Ronçana                                                | 41° 38′ 25″ N, 2° 14′ 03″ E / 41.640205°N,2.234296°E | fitxa | Carregueu una nova foto                                                                         |
| Can Cabot de la Vall                         | Inscripció: any 1924                                            | Santa Eulàlia de Ronçana                                                | 41° 38′ 18″ N, 2° 12′ 30″ E / 41.638467°N,2.208350°E | fitxa | Carregueu una nova foto                                                                         |
| Can Farell                                   | Inscripció: Jo sense sol i tu sense fe els dos no som res       | Santa Eulàlia de Ronçana C. Joan I, 5                                   | 41° 38′ 08″ N, 2° 13′ 11″ E / 41.635567°N,2.219817°E | fitxa | Carregueu una nova foto                                                                         |
| Can Figueretes                               |                                                                 | Santa Eulàlia de Ronçana Camí de Can Figueretes                         | 41° 38′ 12″ N, 2° 13′ 23″ E / 41.636633°N,2.223033°E | fitxa | Carregueu una nova foto                                                                         |
| Can Fuster Parera                            |                                                                 | Santa Eulàlia de Ronçana Camí del Cementiri                             | 41° 39′ 21″ N, 2° 13′ 34″ E / 41.655967°N,2.226117°E | fitxa | Carregueu una nova foto                                                                         |
| Can Vendrell de la Vall                      | Inscripció: Ave Maria / Any 1949                                | Santa Eulàlia de Ronçana Antic camí de Caldes. La Vall de Santa Eulàlia | 41° 38′ 35″ N, 2° 11′ 54″ E / 41.642967°N,2.198467°E | fitxa | Carregueu una nova foto                                                                         |
| Capella de Sant Simplici, el Cau de l'Esplai |                                                                 | Santa Eulàlia de Ronçana Camí de la Serra                               | 41° 38′ 40″ N, 2° 12′ 55″ E / 41.644432°N,2.215182°E | fitxa | Capella de Sant Simplici (Santa Eulàlia de Ronçana) · Vegeu més fotos · Carregueu una nova foto |
| El Bruguer Vell, turisme rural               | Inscripció: Dia boiros, dia mandros / El Bruguer Vell 1633-1992 | Santa Eulàlia de Ronçana                                                | 41° 39′ 40″ N, 2° 12′ 11″ E / 41.661017°N,2.203067°E | fitxa | Carregueu una nova foto                                                                         |
| Plaça de l'Església, 2                       | Inscripció: Jo sense sol i tu sense fe no valem res             | Santa Eulàlia de Ronçana Pl. de l'Església, 2                           | 41° 39′ 20″ N, 2° 13′ 25″ E / 41.655667°N,2.223650°E | fitxa | Carregueu una nova foto                                                                         |
| Carrer Bonaire, 12                           |                                                                 | Santa Eulàlia de Ronçana C. Bonaire, 12. Bonaire                        | 41° 38′ 53″ N, 2° 14′ 18″ E / 41.647933°N,2.238433°E | fitxa | Carregueu una nova foto                                                                         |
| Carrer País Basc, 8                          | Inscripció: año 1.965                                           | Santa Eulàlia de Ronçana C. País Basc, 8. Bonaire                       | 41° 38′ 57″ N, 2° 14′ 17″ E / 41.649167°N,2.238133°E | fitxa | Carregueu una nova foto                                                                         |
| Can Donat                                    | Inscripció: 1993                                                | Santa Eulàlia de Ronçana Bonaire                                        | 41° 39′ 16″ N, 2° 14′ 13″ E / 41.654483°N,2.236900°E | fitxa | Carregueu una nova foto                                                                         |
| Ca l'Àngel                                   | Rajoles                                                         | Santa Eulàlia de Ronçana La Riereta                                     | 41° 38′ 37″ N, 2° 14′ 11″ E / 41.643483°N,2.236367°E | fitxa | Carregueu una nova foto                                                                         |
| Can Plantadeta                               |                                                                 | Santa Eulàlia de Ronçana La Riereta                                     | 41° 38′ 31″ N, 2° 14′ 13″ E / 41.641817°N,2.236983°E | fitxa | Carregueu una nova foto                                                                         |
| Molí d'en Burch                              |                                                                 | Santa Eulàlia de Ronçana La Riereta                                     | 41° 38′ 26″ N, 2° 14′ 14″ E / 41.640567°N,2.237267°E | fitxa | Carregueu una nova foto                                                                         |